# UFC 114
UFC 114: Rampage vs. Evans fue un evento de artes marciales mixtas celebrado por Ultimate Fighting Championship el 29 de mayo de 2010 en el MGM Grand Garden Arena, en Las Vegas, Nevada.

## Historia
Spike TV transmitió una vez más dos peleas preliminares en vivo una hora antes de comenzar la emisión de PPV. Además, las tres partes de UFC Primetime volvió a Spike TV en la preparación para este evento.
En la cartelera completa aparecen cinco campeones de la temporada de The Ultimate Fighter (Rashad Evans, Michael Bisping, Diego Sánchez, Amir Sadollah y Efraín Escudero), por lo que es sólo el segundo evento de UFC (después de The Ultimate Fighter: United States vs. United Kingdom Finale el año anterior) que contó con 5 campeones de TUF. Otro ganador de The Ultimate Fighter, Forrest Griffin, también fue programado para competir en este evento, pero tuvo que retirarse debido a una lesión.
La pelea entre Forrest Griffin y Antônio Rogério Nogueira estaba prevista para este evento, sin embargo, Griffin se retiró debido a una lesión en el hombro. Griffin fue reemplazado por Jason Brilz.

## Premios extra
Cada peleador recibió un bono de $65,000.
- Pelea de la Noche: Antônio Rogério Nogueira vs. Jason Brilz
- KO de la Noche: Mike Russow
- Sumisión de la Noche: Ryan Jensen